# Артемовское сельское поселение
Артемовское сельское поселение — муниципальное образование в Октябрьском районе Ростовской области. 
Административный центр поселения — посёлок Новокадамово.

## Административное устройство
В состав Артемовского сельского поселения входят:
- посёлок Новокадамово,
- посёлок Атюхта,
- хутор Верхняя Кадамовка,
- посёлок Качкан,
- хутор Киреевка,
- хутор Новая Бахмутовка,
- посёлок Равнинный.

Входили: упразднённый посёлок Колос

## Население
| 2010  | 2012  | 2013  | 2014  | 2015  | 2016  | 2017  |
| ----- | ----- | ----- | ----- | ----- | ----- | ----- |
| 4697  | ↘4668 | ↘4626 | ↘4623 | ↗4683 | ↘4607 | ↘4512 |
| 2018  | 2019  | 2020  | 2021  |       |       |       |
| ↘4355 | ↘4226 | ↘4218 | ↘4198 |       |       |       |